# Liste der Biografien/Strah
Liste der Biografien |
Portal Biografien |
Personensuche
# |
A |
B |
C |
D |
E |
F |
G |
H |
I |
J |
K |
L |
M |
N |
O |
P |
Q |
R |
S |
T |
U |
V |
W |
X |
Y |
Z |
?
 
Sa |
Sb |
Sc |
Sd |
Se |
Sf |
Sg |
Sh |
Si |
Sj |
Sk |
Sl |
Sm |
Sn |
So |
Sp |
Sq |
Sr |
Ss |
St |
Su |
Sv |
Sw |
Sy |
Sz
 
Sta |
Ste |
Sth |
Sti |
Stj |
Stl |
Sto |
Str |
Sts |
Stt |
Stu |
Stv |
Stw |
Sty
 
Stra |
Strb |
Stre |
Strg |
Stri |
Strl |
Strm |
Strn |
Stro |
Strp |
Stru |
Stry |
Strz
 
Straa |
Strab |
Strac |
Strad |
Strae |
Straf |
Strag |
Strah |
Strai |
Straj |
Strak |
Stral |
Stram |
Stran |
Strap |
Stras |
Strat |
Strau |
Strav |
Straw |
Strax |
Stray |
Straz
Die Liste der Biografien führt alle Personen auf, die in der deutschsprachigen Wikipedia einen Artikel haben. Dieses ist eine Teilliste mit 55 Einträgen von Personen, deren Namen mit den Buchstaben „Strah“ beginnt.

## Strah

### Straha
- Strahammer, Franz (1912–1995), österreichischer Bildhauer
- Strahan, Aubrey (1852–1928), britischer Geologe
- Strahan, George (1838–1887), Gouverneur von Barbados und Tasmanien
- Strahan, Michael (* 1971), US-amerikanischer American-Football-Spieler und Fernsehmoderator
- Strahan, Ronald (1922–2010), australischer Zoologe, Zoodirektor, Historiker und Sachbuchautor

### Strahe
- Stråhed, Dan (* 1956), schwedischer Sänger

### Strahi
- Strahinja, Banović († 1389), serbischer Volksheld

### Strahl
- Strahl, Bob (1959–1997), deutscher Schriftsteller und Sketch-Autor
- Strahl, Eduard von (1817–1884), deutscher Jurist, Kunstsammler und Schriftsteller
- Strahl, Erwin (1929–2011), österreichischer Schauspieler
- Strähl, Eugen (* 1944), Schweizer Unternehmer und Autorennfahrer
- Strahl, Fedor (1926–2009), deutscher Unternehmer und Naturschützer
- Strahl, Franz (* 1944), deutscher Fußballspieler
- Strahl, Gustav (1906–1977), deutscher Kommunalpolitiker
- Strahl, Hans (1857–1920), deutscher Anatom und Hochschullehrer
- Strahl, Hermann (1866–1924), preußischer Landrat
- Strahl, Horst (* 1936), deutscher Fußballspieler
- Strahl, Lina Larissa (* 1997), deutsche Schauspielerin, Synchronsprecherin und Singer-SongwriterinLina Larissa Strahl (* 1997)

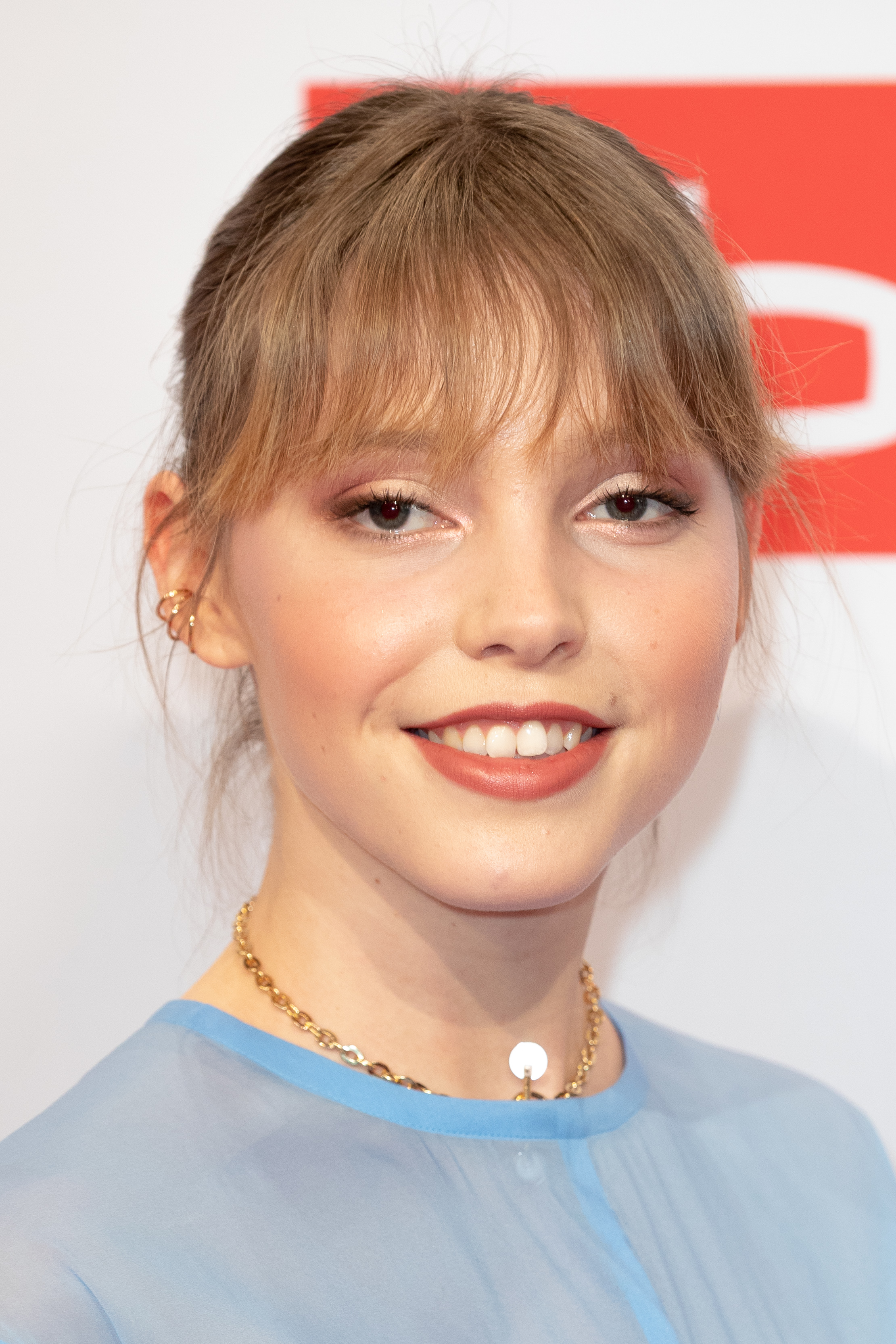
Lina Larissa Strahl (* 1997)

- Strahl, Manfred (1940–2000), deutscher Journalist, Redakteur und Schriftsteller
- Strahl, Marcus (* 1968), österreichischer Schauspieler, Theaterregisseur und IntendantMarcus Strahl (* 1968)

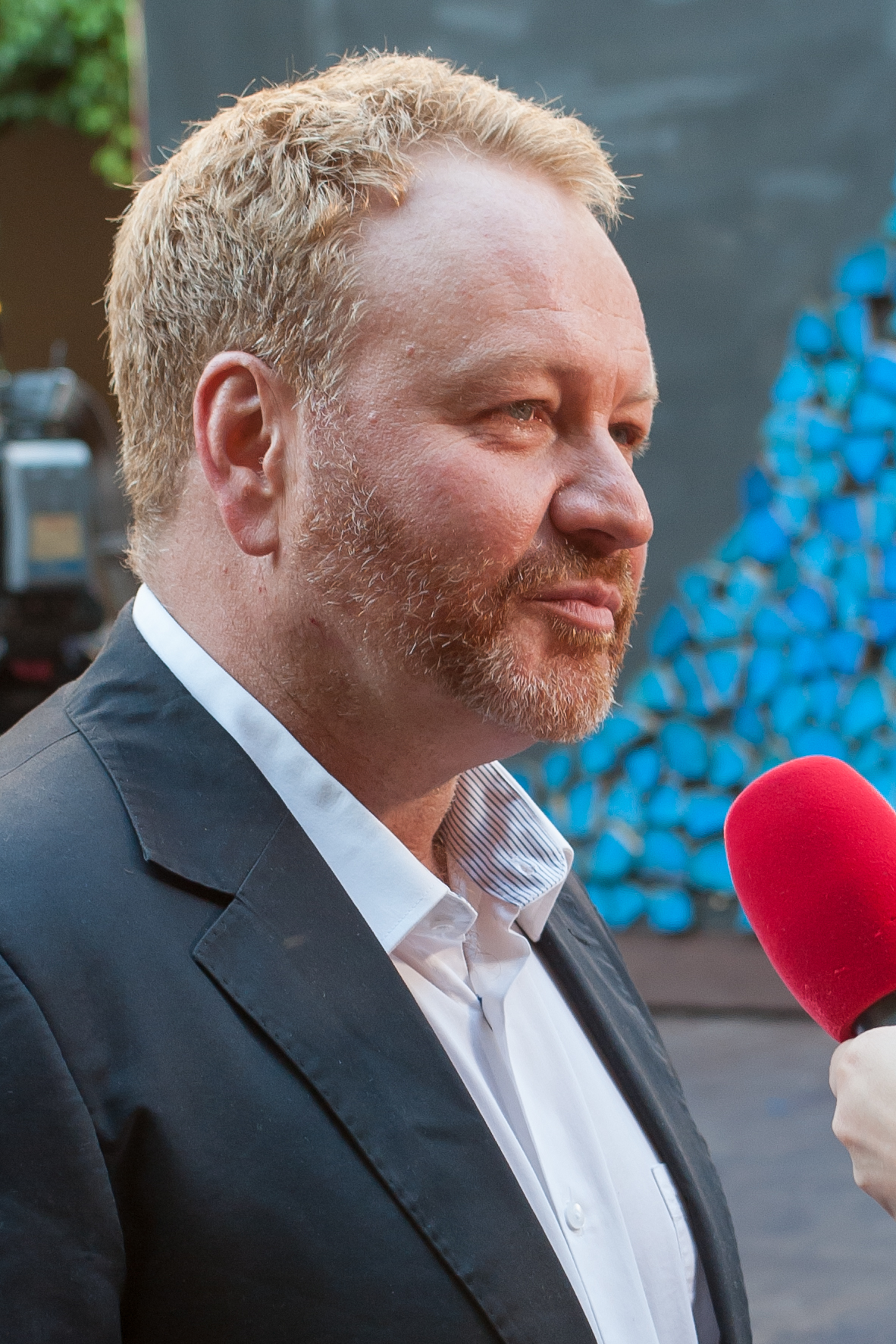
Marcus Strahl (* 1968)

- Strähl, Martina (* 1987), Schweizer Berg- und Langstreckenläuferin
- Strahl, Otto von (1847–1921), Hofmarschall und Abgeordneter
- Strahl, Otto von (1882–1961), deutscher Diplomat und Widerstandskämpfer
- Strahl, Philipp Carl (1781–1840), deutscher Historiker
- Strahl, Ramona (* 1991), deutsche Fußballspielerin
- Strahl, Richard (1884–1957), deutscher Jurist, Staatsbeamter und Autor
- Strahl, Rudi (1931–2001), deutscher Dramatiker, Erzähler und Lyriker
- Strahl, Tillbert (* 1977), deutscher Schauspieler
- Strahl-Oesterreich, Janine (* 1959), deutsche Fernsehmoderatorin und Autorin
- Strahlborn, Lorenz († 1753), deutscher Stück- und Glockengießer
- Strähle, Daniel (* 1991), deutscher Fußballtorhüter
- Strähle, Paul (1893–1985), deutscher Flugpionier und Jagdflieger
- Strähle, Paul-Ernst (1927–2010), deutscher Rennfahrer
- Strähle, Peter (* 1940), deutscher Wasserspringer
- Strahlenberg, Philipp Johann von (1677–1747), schwedischer Offizier und Geograph
- Strahlenfels, Thomas von († 1602), Pfalz-Neuburger Beamter
- Strahler, Arthur Newell (1918–2002), US-amerikanischer Hydrologe
- Strähler, Daniel (1690–1750), deutscher Mathematiker und Philosoph
- Strahlmann, Fritz (1887–1955), deutscher Schriftsteller und Verleger
- Strahlmeier, Dustin (* 1992), deutscher Eishockeytorwart

### Strahm
- Strahm, Doris (* 1953), Schweizer Theologin und Publizistin
- Strahm, Hans (1901–1978), Schweizer Bibliothekar und Historiker
- Strahm, Lauren (* 1990), US-amerikanische Sängerin
- Strahm, Rudolf (* 1943), Schweizer Ökonom, Politiker (SP) und Publizist
- Strahm, Thomas (* 1957), Schweizer Politiker (LDP)
- Strahm, Wendy (* 1959), US-amerikanisch-schweizerische Botanikerin und Naturschützerin
- Strahm-Lavanchy, Nicole (* 1961), Schweizer Politikerin (LDP)
- Strahmann, Nico (* 1998), deutscher American-Football-Spieler

### Strahn
- Strahn, Jo (1904–1997), deutscher Maler

### Straho
- Strahonja, Marijo (* 1975), kroatischer Fußballschiedsrichter
- Strahovski, Yvonne (* 1982), australische Schauspielerin und SynchronsprecherinYvonne Strahovski (* 1982)

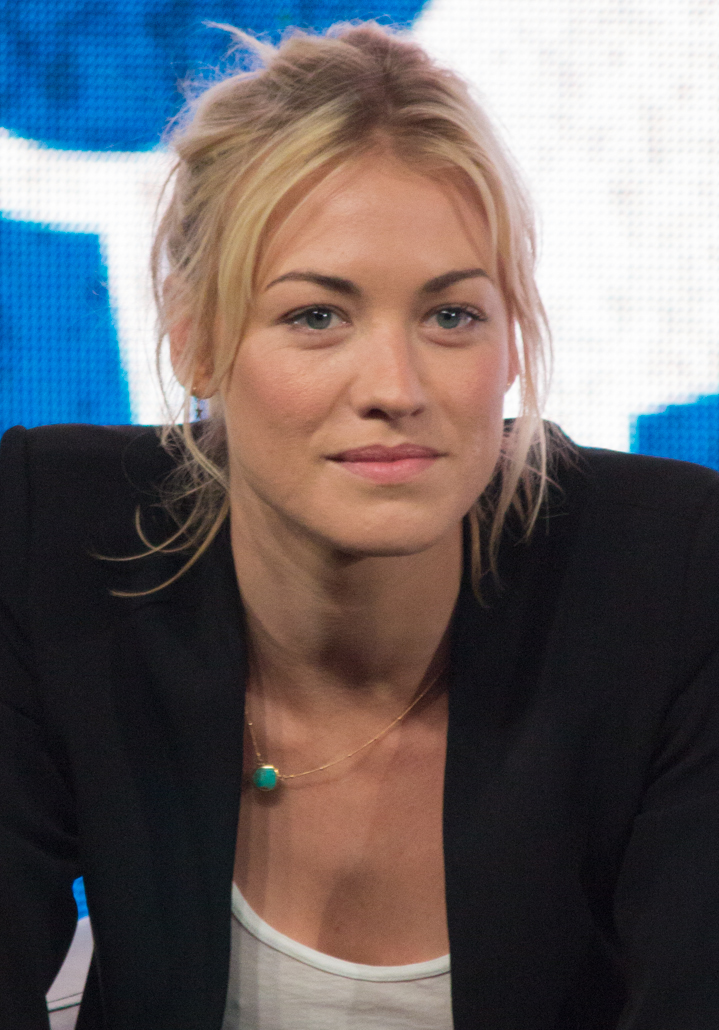
Yvonne Strahovski (* 1982)

### Strahr
- Strahringer, Susanne (* 1967), deutsche Wirtschaftsinformatikerin und Hochschullehrerin
- Strahringer, Wilhelm (1898–1982), österreichisch-deutscher Ingenieur und Kommunalpolitiker

### Strahs
- Strahser, Angelika (* 1982), österreichische Schauspielerin

### Strahu
- Strähuber, Alexander (1814–1882), deutscher Historienmaler und Zeichner